# Huari (província)
Huari é uma província do Peru localizada na região de  Ancash. Sua capital é a cidade de Huari.

## Distritos da província
- Anra
- Cajay
- Chavin de Huantar
- Huacachi
- Huacchis
- Huachis
- Huantar
- Huari
- Masin
- Paucas
- Ponto
- Rahuapampa
- Rapayan
- San Marcos
- San Pedro de Chana
- Uco